# Стайнман, Ральф
Ральф Ма́рвин Ста́йнман (англ. Ralph Marvin Steinman, фамилия также передаётся в русскоязычных источниках как Стейнман, Штейнман; 14 января 1943 — 30 сентября 2011) — американский иммунолог и цитолог канадского происхождения, лауреат Нобелевской премии по физиологии или медицине за 2011 год. Является третьим в истории премии лауреатом, награждённым посмертно.

## Биография
Ральф Стайнман родился вторым из четверых детей в семье Ирвинга Стайнмана (ум. 1995) и Нетти Тейкефман (род. 1917) в Монреале. Его родители происходили из семей еврейских иммигрантов из Седы и Острополя. Вскоре семья перебралась в Шербрук (провинция Квебек), где его отец открыл галантерейный магазин «Mozart’s». Учился в средней школе там же, в 1963 году окончил Университет Макгилла, а в 1968 году в Гарвардской медицинской школе получил степень доктора медицины. После прохождения интернатуры в Массачусетской больнице общего профиля в 1970 году он устроился постдоком в лабораторию физиологии клетки и иммунологии Рокфеллеровского университета. В 1972 году Стайнман получил должность старшего преподавателя, в 1976 году — адъюнкт-профессора, а в 1988 году — профессора. В 1998 году Стайнман был назначен директором Центра по исследованию иммунологии и иммунопатологии имени Кристофера Брауна.
В 1973 году, работая в лаборатории Занвила Кона, Ральф Стайнман впервые описал дендритные клетки и собственно ввёл в научный обиход сам этот термин.
Ральф Стайнман с 2001 года был членом Национальной академии наук США и с 2002 года — членом Института Медицины.
30 сентября 2011 года, за три дня до объявления нобелевским комитетом решения о присуждении премии Ральф Стайнман скончался от рака поджелудочной железы в возрасте 68 лет. Несмотря на принцип прижизненного присуждения нобелевских премий, Ральфу Стайнману премия была присуждена посмертно «за открытие дендритных клеток и их роли в адаптивном иммунитете», поскольку нобелевский комитет в это время ещё не получил информацию о его смерти.

## Награды
- 1998 — Премия Вильяма Коли
- 1998 — Премия Макса Планка
- 1999 — Премия Роберта Коха
- 2003 — Международная премия Гайрднера
- 2007 — Премия Альберта Ласкера за фундаментальные медицинские исследования
- 2009 — Премия медицинского центра Олбани совместно с Чарльзом Динарелло и Брюсом Бётлером
- 2010 — Премия Хейнекена
- 2011 — Нобелевская премия по физиологии или медицине совместно с Брюсом Бётлером и Жюлем Офманом, «за открытие дендритных клеток и изучение их значения для приобретённого иммунитета».